# Ølsted Sogn (Hedensted Kommune)
 For alternative betydninger, se Ølsted Sogn. (Se også artikler, som begynder med Ølsted Sogn)
Ølsted Sogn er et sogn i Hedensted Provsti (Haderslev Stift).
I 1800-tallet var Ølsted Sogn et selvstændigt pastorat. Det hørte til Hatting Herred i Vejle Amt. Ølsted sognekommune blev ved kommunalreformen i 1970 indlemmet i Hedensted Kommune.
I Ølsted Sogn ligger Ølsted Kirke.
I sognet findes følgende autoriserede stednavne:
- Bottrup (bebyggelse, ejerlav)
- Nedermark (bebyggelse)
- Oens (bebyggelse, ejerlav)
- Oens Mark (bebyggelse)
- Skovhaver (bebyggelse)
- Tranekær (bebyggelse)
- Ølsted (bebyggelse, ejerlav)
- Ølsted Nederholm (bebyggelse)
- Ølsted Overholm (bebyggelse)
- Ølsted Vestermark (bebyggelse)